# Štiripikasti križevec
Štiripikasti križevec (znanstveno ime Araneus quadratus) je relativno velika vrsta pajkov, ki je razširjena po Evropi in osrednji Aziji vse do Kamčatke in Japonske.

## Opis
Samice v dolžino merijo do 17 mm , samci pa so približno polovico manjši. Znotraj vrste so pajki lahko zelo različno obarvani, od svetlo oranžne do povsem zelene, vrsto pa se zlahka določi po značilnih štirih svetlih pikah na zadku. Ta vrsta plete manjše mreže v primerjavi z drugimi vrstami križevcev, nizko pri tleh in lovi pretežno skakajoče žuželke, predvsem kobilice.
Samice si v bližini mreže izdelajo skrivališče, kamor se skrijejo pred neugodnim vremenom. Samica ima sposobnost spreminjanja barve zadka, potrebuje približno tri dni, da barvo zadka prilagodi barvi vegetacije, kjer ima skrivališče.

## Podvrste
- Araneus quadratus minimus (Gétaz, 1889) (Švica, Francija)
- Araneus quadratus subviridis (Franganillo, 1913) (Španija)[2]